# Yung Berg
Yung Berg (* 9. September 1985 in Chicago, Illinois; richtiger Name Christian Ward) ist ein US-amerikanischer Rapper.

## Karriere
Bereits mit 15 Jahren unterschrieb er seinen ersten Plattenvertrag, der aber auf Betreiben seiner Eltern wieder aufgelöst wurde. Nachdem er erst einmal auf ein Militärinternat geschickt worden war, betrieb er im Anschluss intensiv seine Musikkarriere. Ab 2005 arbeitete er als Hypeman für die Rapperin Shawnna und schrieb und produzierte für andere Hip-Hop-Größen wie Eve und Juelz Santana.
2007 hatte er dann selbst seinen großen Durchbruch mit dem Titel Sexy Lady. Auf Anhieb kam er bis auf Platz 18 der offiziellen US-Charts und die zugehörige 5-Titel-EP Almost Famous brachte es in den Albumcharts bis auf Platz 32. Anfang 2008 war er bei Ray Js Hit Sexy Can I vertreten, der es bis unter die Top 3 der Hot 100 brachte. Yung Bergs erstes Album erschien im August 2008.

## Diskografie
Alben
- Look What You Made Me (2008)

Singles / EPs
- Almost Famous: The Sexy Lady EP (2007)
- Sexy Lady (2007)
- Sexy Can I (Ray J & Yung Berg; 2008)
- Do That There (feat. Dude N’ Nem; 2008)
- The Business (feat. Casha; 2008)